# نبرد سلطنتی ستارگان پلی‌استیشن
نبرد سلطنتی ستارگان پلی‌استیشن (به انگلیسی: PlayStation All-Stars Battle Royale) یک بازی ویدئویی کراس‌اور به سبک مبارزه‌ای است که توسط شرکت آمریکایی سوپربات انترتینمنت با همکاری استودیو سنتا مونیکا توسعه یافته و به‌وسیلهٔ سونی کامپیوتر انترتینمنت برای کنسول‌های پلی‌استیشن ۳ و پلی‌استیشن ویتا منتشر شده است. این بازی در ۲۰ نوامبر ۲۰۱۲ در آمریکا، ۲۱ نوامبر ۲۰۱۲ در اروپا، ۲۲ نوامبر ۲۰۱۲ در استرالیا و ۳۱ ژانویه ۲۰۱۳ در ژاپن عرضه شده است.